# Västerbotten megye
Västerbotten megye (Västerbottens län) Észak-Svédország egyik megyéje. Szomszédai Västernorrland, Jämtland, Norrbotten megyék, valamint a Balti-tenger és Norvégiában a Nordland megye.

## Tartomány
Fő szócikkek: Västerbotten tartomány, Ångermanland tartomány, Lappland tartomány
A megye a történelmi tartományok területein fekszik.

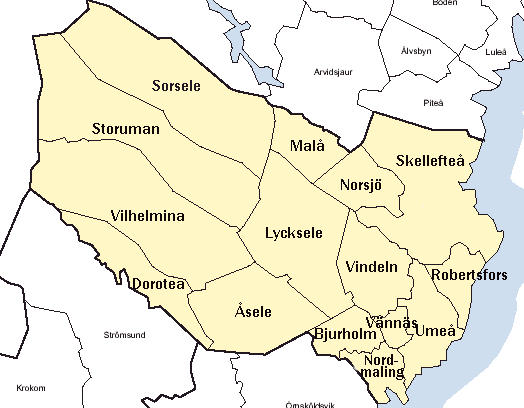

## Címer
Fő szócikkek: Västerbotten tartomány címere, Ångermanland tartomány címere, Lappland tartomány címere
A megye címere a három tartomány címerének összevonásából lett. Ha a korona is rajta van, akkor a Megye Adminisztrációs Bizottságát jelöli.

## Népesség
| Lakosok száma | 268 465 | 270 154 | 271 736 | 273 192 | 274 563 | 276 295 | 278 729 | 281 404 |
|               | 2017    | 2018    | 2019    | 2020    | 2021    | 2022    | 2023    | 2024    |

## Külső hivatkozások
- Värmland megye adminiszációja
- Värmland megye